# Plicanthus hamatus
Plicanthus hamatus là một loài rêu trong họ Anastrophyllaceae. Loài này được Stephani R.M. Schust. mô tả khoa học đầu tiên năm 2002.